# Ryszard Adamus
Ryszard Piotr Adamus (ur. 4 listopada 1953 w Warszawie, zm. 15 maja 2020 tamże) – polski producent i wydawca muzyczny, disc jockey, działacz piłkarski oraz aktor.

## Życiorys

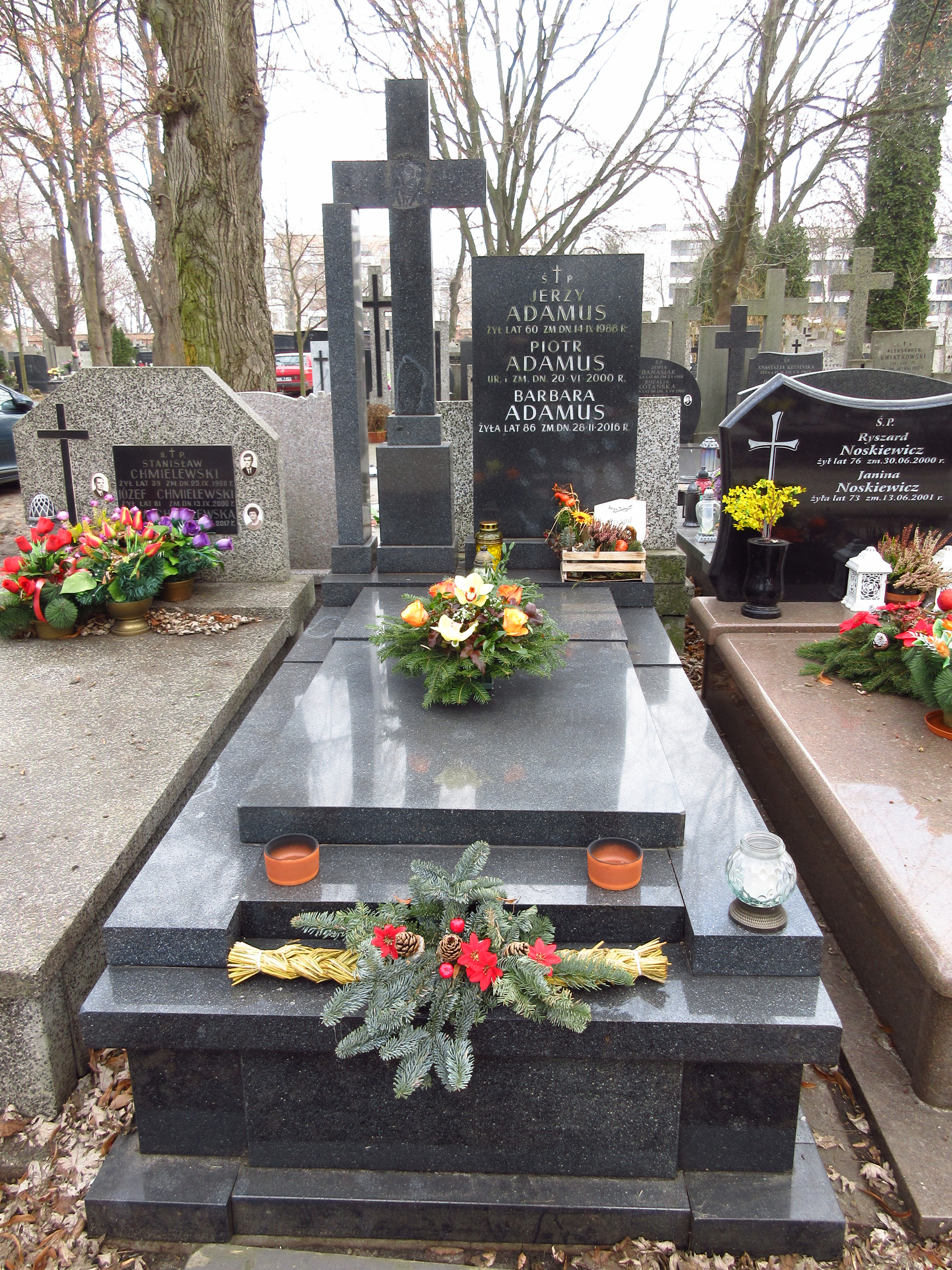
Grób Ryszarda Adamusa na cmentarzu Bródnowskim

W latach 70. i 80. XX wieku był jednym z najpopularniejszych DJ-ów w Polsce. W latach 90. jako współwłaściciel wydawnictwa Ara był producentem oraz wydawcą solowych albumów Roberta Chojnackiego: Sax & Sex (1995), Sax & Dance (1996) oraz Big Beat (1997). Później był członkiem zarządu Polskiego Związku Piłki Nożnej oraz prezesem działającego do 2005 roku stowarzyszenia Piłkarska Liga Polska. Z członkostwa w PZPN zrezygnował w grudniu 2008 roku w związku z konfliktem z ówczesnymi władzami federacji. Był ojcem aktorki młodego pokolenia Anny Adamus. Pochowany na cmentarzu Bródnowskim (kwatera 108K-6-31).

## Filmografia
- Poranek kojota (2001) – DJ puszczający Enrique
- Kryminalni (2006) – Karol Balicki (odc. 46)
- Złoty środek (2009)